# William Trulsson
William Trulsson (* 19. Februar 2006 in Södra Sandby) ist ein schwedischer Leichtathlet, der sich auf den Sprint spezialisiert hat.

## Sportliche Laufbahn
Erste internationale Erfahrungen sammelte William Trulsson im Jahr 2022, als er beim Europäischen Olympischen Jugendfestival (EYOF) in Banská Bystrica in 21,07 s die Goldmedaille im 200-Meter-Lauf gewann. Im Jahr darauf wurde er bei den U20-Europameisterschaften in Jerusalem im Vorlauf über 200 Meter disqualifiziert und 2024 belegte er bei den U20-Weltmeisterschaften in Lima in 20,91 s den vierten Platz.
2022 wurde Trulsson schwedischer Meister im 200-Meter-Lauf sowie 2023 in der 4-mal-100-Meter-Staffel. Zudem wurde er 2023 und 2024 Landesmeister in der 4-mal-400-Meter-Staffel.

## Persönliche Bestleistungen
- 100 Meter: 10,47 s (+2,0 m/s), 29. Juni 2022 in Lund
  - 60 Meter (Halle): 6,86 s, 27. Januar 2024 in Malmö
- 200 Meter: 20,86 s (+1,9 m/s), 3. Juli 2022 in Halmstad (schwedischer U18-Rekord)
  - 200 Meter (Halle): 21,08 s, 18. Februar 2024 in Karlstad